# Veigelsberg Leó
Veigelsberg Leó, Feigelberg Leopold (Boldogasszony, 1839. január 26. – Budapest, 1907. október 31.) hírlapíró, a Pester Lloyd főszerkesztője, Ignotus Hugónak, a Nyugat folyóirat főszerkesztőjének apja, Véghelyi Péter orvos, gyermekgyógyász nagyapja.

## Pályája
Veigelsberg (Feigelberg) Joachim rabbi és Kohlmann Cecília fia. Az első magyar zsidó értelmiségi nemzedék tagja. Iskoláit Nagykőrösön és Budán, az orvosi egyetemet Bécsben végezte. Rövid ideig Kecskeméten tanítóskodott, ahonnan költői és politikai dolgozataival külföldi lapokkal lépett összeköttetésbe, így a prágai Politikkal, amelynek 1867 után, az újjáéledt magyar parlamentarizmus idején Pestről írt parlamenti levelei feléje fordították a figyelmet. Mintegy hét esztendeig dolgozott Horn Ede Neuer Freier Lloydjának, majd a Neues Pester Journalnak volt munkatársa, míg 1872-ben főszerkesztő-helyettesként a Pester Lloyd kötelékébe lépett. 1906-ban, amikor Falk Miksa visszalépett a Pester Lloyd éléről, Singer Zsigmonddal együtt ő lett a lap főszerkesztője, és megmaradt vezércikkírójának is. Cikkeit * (csillag) jeggyel jelölte. A Budapesti Újságírók Egyesületének alelnöke volt. 1907. október 31-én délután fél négykor, a Dorottya utca 14. szám alatti szerkesztői helyiségben főbe lőtte magát.

## Családja
Felesége Schönberger Katalin (1842–1911) volt, Schönberger Adolf és Weisz Antónia lánya, akivel 1864. május 3-án Kecskeméten kötött házasságot.
Gyermekei
- Veigelsberg Hugó (1869–1949) író, irodalomkritikus, költő, a Nyugat főszerkesztője
- Véghelyi Emma (1871–1944) tanítónő
- Veigelsberg Matild (1874–1874)
- Véghelyi Viktor (1875–1958) ügyvéd, a Nyugat jogtanácsosa
- Veigelsberg Béla (1877–1915)